# The Grey Album
The Grey Album è un album in studio del musicista statunitense Danger Mouse, pubblicato nel 2004.

## Composizione e registrazione
L'album venne concepito da Danger Mouse quando il rapper Jay-Z pubblicò una versione a cappella del suo The Black Album destinata ai disc jockey. L'album, registrato in due settimane e ottenuto sovrapponendo le parti canore del Black Album di Jay-Z a molti campionamenti "decostruiti" del White Album dei Beatles, venne stampato in sole tremila copie.

## Pubblicazione
Il disco divenne presto oggetto di una lunga serie di controversie legali che coinvolsero, oltre al musicista, la EMI e la Sony, entrambe detentrici dei diritti d'autore della musica dei Beatles. Fu criticata da molti la scelta della EMI di bloccare la distribuzione del disco. L'organizzazione non-profit Downhill Battle organizzò il Grey Tuesday (martedì grigio), evento avvenuto il 24 febbraio 2004 e al quale parteciparono centosettanta siti web diversi che, in segno di protesta, resero l'album scaricabile gratuitamente per ventiquattro ore. Durante tale circostanza, The Grey Album fu scaricato da oltre centomila persone. Nonostante questa disputa legale, The Grey Album contribuì ad aumentare considerevolmente la popolarità del suo autore e, stando alle parole di Tom Moon, a rendere il mash-up un genere musicale che avrebbe destato l'interessamento delle major.

## Accoglienza
The Grey Album fu accolto molto positivamente dalla stampa e dalla critica. La rivista Rolling Stone inserì The Grey Album al cinquantottesimo posto fra i cento migliori album degli anni 2000 mentre, in un libro dedicato ai "mille dischi da sentire prima di morire", l'autore dichiarò che rappresenta "un apice dell'arte nella manipolazione dei campionamenti" nonché "una pietra miliare capace di rivitalizzare le fonti sonore che mescola fra loro".

## Tracce
Tutte le tracce sono state composte da Danger Mouse.
1. Public Service Announcement – 2:45
2. What More Can I Say – 4:25
3. Encore – 2:40
4. December 4th – 3:34
5. 99 Problems – 4:06
6. Dirt Off Your Shoulder – 3:59
7. Moment of Clarity – 4:00
8. Change Clothes – 4:04
9. Allure – 4:06
10. Justify My Thug – 4:12
11. Lucifer 9 (Interlude) – 2:01
12. My 1st Song – 4:44